# План Путина
«План Путина» — идеологическое клише, используемое применительно к политической и экономической программе президента России Владимира Путина.
Эта программа в окончательном виде не публиковалась и представляет собой набор предвыборных обещаний, целевых показателей и указаний правительству (например, майские указы Путина 2012 и 2018 годов). Лозунг поддержки «плана Путина» был одним из основных в предвыборной кампании партии «Единая Россия» в преддверии парламентских и президентских выборов в 2007 и 2008 годах, соответственно.
В политический оборот выражение «План Путина» ввёл председатель Высшего совета «Единой России» Борис Грызлов. 22 мая 2007 года на расширенном заседании Высшего совета и Генерального совета «Единой России» Грызлов выступил с политическим докладом на тему «О реализации плана Путина партией „Единая Россия“».
Концептуальную основу «плана Путина» впервые раскрыл генеральный директор АПЭК и член «Единой России» Дмитрий Орлов в мае 2007 года. В соответствии с его концепцией, «план Путина» предусматривает развитие национальной модели демократии, политическую систему с доминирующей партией, справедливое общество, экономику инноваций, ставку на крупные госкорпорации, консолидацию «русского мира» и институциональную преемственность.
Партия «Справедливая Россия» также обыгрывала данный лозунг в виде «План Путина — победа справедливости».
26 февраля 2008 года Свердловский областной суд решил, что словосочетание «План Путина» не является интеллектуальной собственностью партии «Единая Россия» и разрешил гражданам России использовать его по своему усмотрению. В суде было обжаловано решение избирательной комиссии о снятии с эфира рекламных роликов независимого кандидата в мэры Екатеринбурга Алексея Есаулкова, в которых без разрешения «Единой России» использовалось словосочетание «План Путина». По мнению избиркома, Есаулков не имел права на использование этого словосочетания, так как оно является интеллектуальной собственностью партии. Но суд не согласился с доводами избиркома.
В 2020 году «планом Путина» стали называть план по поддержке населения, предложенный Путиным и оглашённый в его послании Федеральному собранию 15 января.

## Путин о «плане Путина»
14 сентября 2007 года на встрече с зарубежными политологами и журналистами в международном дискуссионном клубе «Валдай» Владимир Путин ответил на вопрос о предвыборных лозунгах «Единой России», связанных с реализацией «плана Путина»:

Этот слоган не я придумал, это действительно придумали в «Единой России». Собственно говоря, речь идет о том, что во всех посланиях Федеральному Собранию на протяжении последних семи лет, практически в каждом (во всяком случае, в последних пяти точно) была какая-то ключевая часть этого послания, посвящённая развитию той или иной сферы жизнедеятельности государства на среднесрочную перспективу. Это экономика, социальная сфера, политика, международная деятельность. Каждый год была какая-то основная часть. И если все эти основные части выстроить в стройную систему, то это можно считать планом развития страны на среднесрочную перспективу.
Я об этом говорил в своём послании этого года. Я так и сказал, что если мы посмотрим на всё, что было сформулировано в последние годы в посланиях, то увидим, что это и есть план развития страны. Но они в условиях предвыборной борьбы сформулировали это как «план Путина»… Это пользуется поддержкой населения. Я сейчас говорил Николаю Злобину, отвечая на его вопрос, в известной мере в этом «плане» очень много вопросов социального характера. Позиционирование России как страны, проводящей независимую внешнюю политику, также поддерживается подавляющим большинством населения. Всё вместе это дало партии возможность сформулировать это как «план Путина», имея в виду и достаточно высокий рейтинг действующего президента. Сегодня это так, вчера, может быть, было иначе, завтра, может быть, ещё что-то изменится. Но в ходе предвыборной кампании с точки зрения людей, которые формулируют эти слоганы, видимо, вполне обосновано. Я против этого не возражаю.

## Общественное мнение
В конце сентября 2007 года ВЦИОМ провёл социологическое исследование, в результате которого было выяснено, что на данный период 70 % опрошенных затруднились ответить, в чём заключается «план Путина». 12 % опрошенных (от тех, кто знает или что-то слышал о «плане Путина») считали, что такой план нужен стране и его должен воплощать в реальность сам Владимир Путин (7 % от тех, кто знает или что-то слышал о «плане Путина»).
29 ноября 2007 года председатель ЦК КПРФ Геннадий Зюганов назвал «План Путина» «пропагандистским мифом», заявив, что данного документа не существует:

Что же это за план такой, с которым никто ознакомиться не может? Наверное, он у них в ФСБ под лавкой лежит спрятанный, раз уж его даже депутатам от «Единой России» не выдают, чтобы они ознакомили с ним страну.
СПС на выборах в Госдуму V созыва использовал лозунг: «План или свобода?».

## Сатирические обыгрывания
Сразу после появления выражения «План Путина» оно стало сатирически обыгрываться представителями российского интернет-сообщества.
- Использование сленгового значения слова «план» как синонима наркотического вещества — гашиша:
  - Впервые было применено владивостокской группой Корейские LЁDчики, выпустившей вскоре после выступления Путина на съезде «Единой России» песню «План Путина»[12][13].
  - 20 ноября 2007 года московское отделение партии «Союз правых сил» провело акцию в поддержку письма, направленного в Госнаркоконтроль с просьбой «выяснить, является ли план Путина наркотическим или психотропным веществом»[14].